# ساچین خدکار
ساچین خدکار (به انگلیسی: Sachin Khedekar) (زاده ۱۴ مهٔ ۱۹۶۵) بازیگر هندی است.
از کارهای معروف او می‌توان به بازی در فیلم پایان اشاره کرد.

## فیلم‌شناسی
فهرست برخی از فیلم‌هایی که ویجی ستوپاتی در آن‌ها به ایفای نقش پرداخته است:
- یک دنده-۱۹۹۷
- پادشاه-۱۹۹۹
- آرجون پاندیت-۱۹۹۹
- لکه-۱۹۹۹
- دریا دل-۱۹۹۹
- هویت-۲۰۰۰
- عقرب-۲۰۰۰
- نبرد-۲۰۰۰
- سلاح-۲۰۰۲
- قلبم متعلق به توست-۲۰۰۲
- با من دوست میشی؟-۲۰۰۲
- شاهد-۲۰۰۲
- پدر-۲۰۰۲
- به نام تو-۲۰۰۳
- زندگی کن اما مغرور نباش-۲۰۰۳
- تضاد-۲۰۰۵
- سبهاس-۲۰۰۵
- بیا چیزی شیرین داشته باشیم-۲۰۰۵
- شادی شما-۲۰۰۷
- گورو-۲۰۰۷
- ووداستوک ویلا-۲۰۰۸
- تو، من و ما-۲۰۰۸
- سایه-۲۰۰۹
- مرد شماره یک-۲۰۰۹
- همه خوب هستند-۲۰۰۹
- تیز مار خان-۲۰۱۰
- شهر طلا-۲۰۱۰
- اذان-۲۰۱۱
- سینگهام-۲۰۱۱
- مسیر آتش-۲۰۱۲
- یک عاشق دیوانه بود-۲۰۱۲
- ترافیک-۲۰۱۶
- رستم-۲۰۱۶
- هرج‌ومرج دوباره-۲۰۱۷
- پسران پوستر-۲۰۱۷
- دوقلوها ۲-۲۰۱۷
- هر لحظه به قلبت نزدیک‌تر-۲۰۱۹
- قدرت-۲۰۲۱
- پایان-۲۰۲۱
- راده شیام-۲۰۲۲
- شاهزاده-۲۰۲۳